# Patera de Keller
Keller Patera
Pour les articles homonymes, voir Keller.
La patera de Keller (désignation internationale : Keller Patera) est une patera située sur Vénus dans le quadrangle de Beta Regio. Elle a été nommée en référence à Helen Keller, écrivaine aveugle et sourde américaine (1880–1968).